# Meta Forkel-Liebeskind

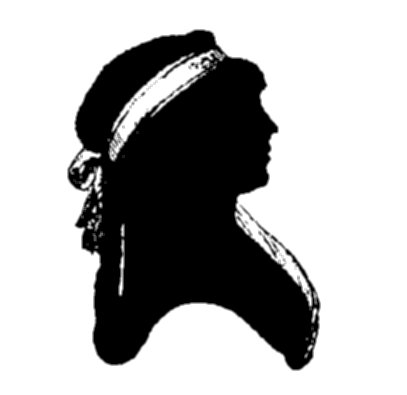
Meta Forkel-Liebeskind

Sophie Margarethe „Meta“ Forkel-Liebeskind, geb. Sophie Margarethe Dorothea Wedekind (* 22. Februar 1765 in Göttingen; † 1853 in Eichstätt) war eine deutsche Schriftstellerin und Übersetzerin.

## Leben

### Jugend und erste Ehe

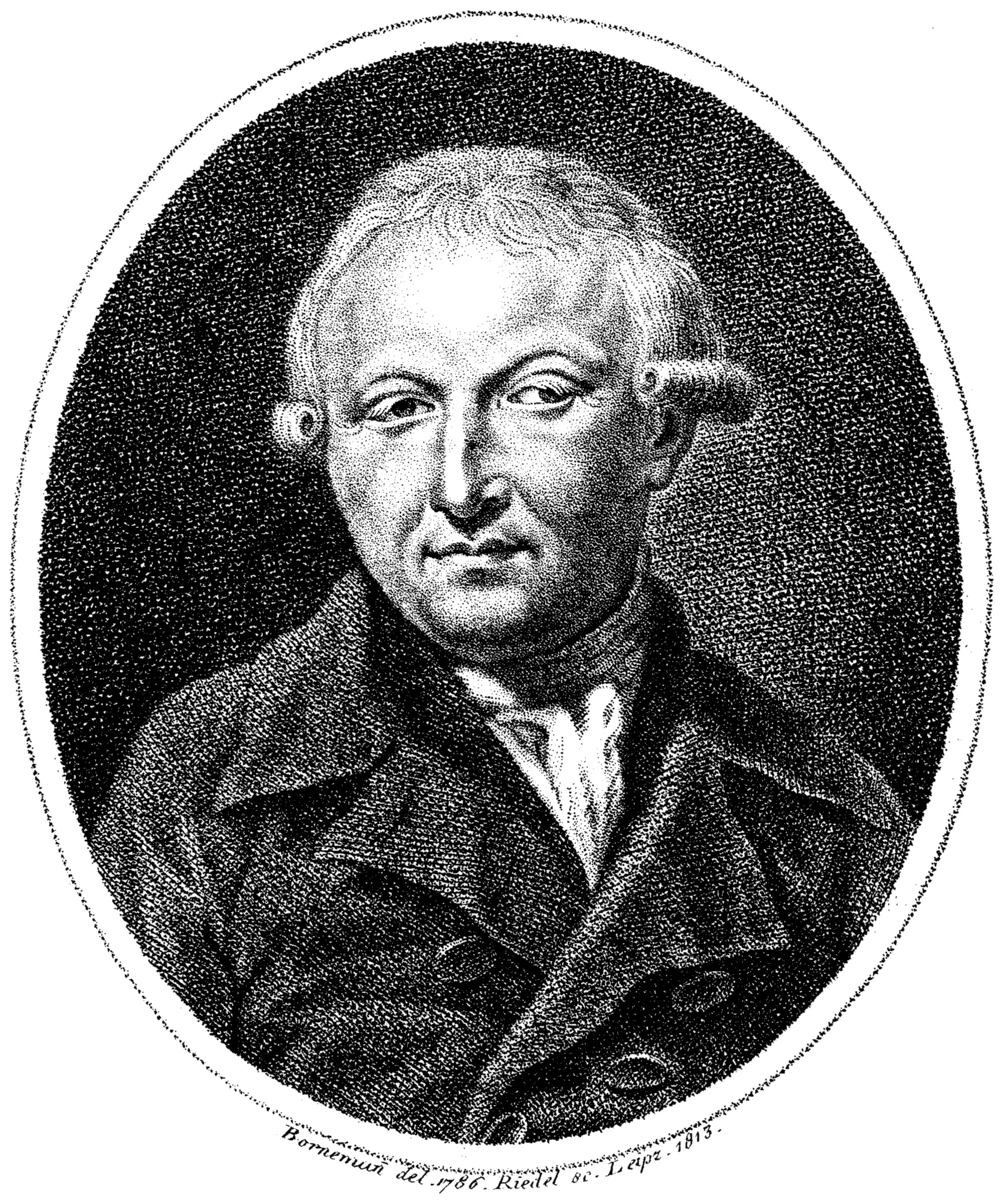
Johann Nikolaus Forkel

Ihr Vater war der Göttinger Pastor und Professor Rudolph Wedekind, ihr Bruder der Mediziner Georg Freiherr von Wedekind. In der Familie wurde sie „Gretgen“ gerufen, sie selbst nannte sich aber „Meta“ (ebenfalls eine Kurzform von Margarethe). Sie zählt zu der als „Universitätsmamsellen“ bekannten Gruppe Göttinger Gelehrtentöchter des 18. Jahrhunderts.
In der gelehrten Atmosphäre ihres Elternhauses erhielt Meta eine Ausbildung, die weit über die damals übliche Mädchenbildung hinausging. So gerüstet ging sie einen für Frauen ihrer Zeit selten anzutreffenden selbstbestimmten Weg, was sich in ihrem Privatleben und in ihren Werken niederschlug. Zu ihrem Freundes- und Bekanntenkreis zählten zahlreiche Gelehrte der Zeit, so Georg Forster, Gottfried August Bürger, Jean Paul und Caroline Schelling.
Meta Wedekind heiratete mit 16 Jahren am 10. Juni 1781 den Musikwissenschaftler Johann Nikolaus Forkel, trennte sich aber schon bald wieder von ihm und zog mit dem 1782 geborenen Sohn Karl Gottlieb zu Verwandten nach Einbeck. In der ländlichen Ruhe Einbecks verfasste sie Maria, einen Roman in zwei Bänden, der 1784 anonym erschien, dem Durchschnitt der Zeit entspricht und keine weitere Beachtung fand, abgesehen davon, dass man ihn in Göttingen, das offenbar den Hintergrund der Erzählung bildet, als Schlüsselroman auffasste.

### BürgersFurciferaria

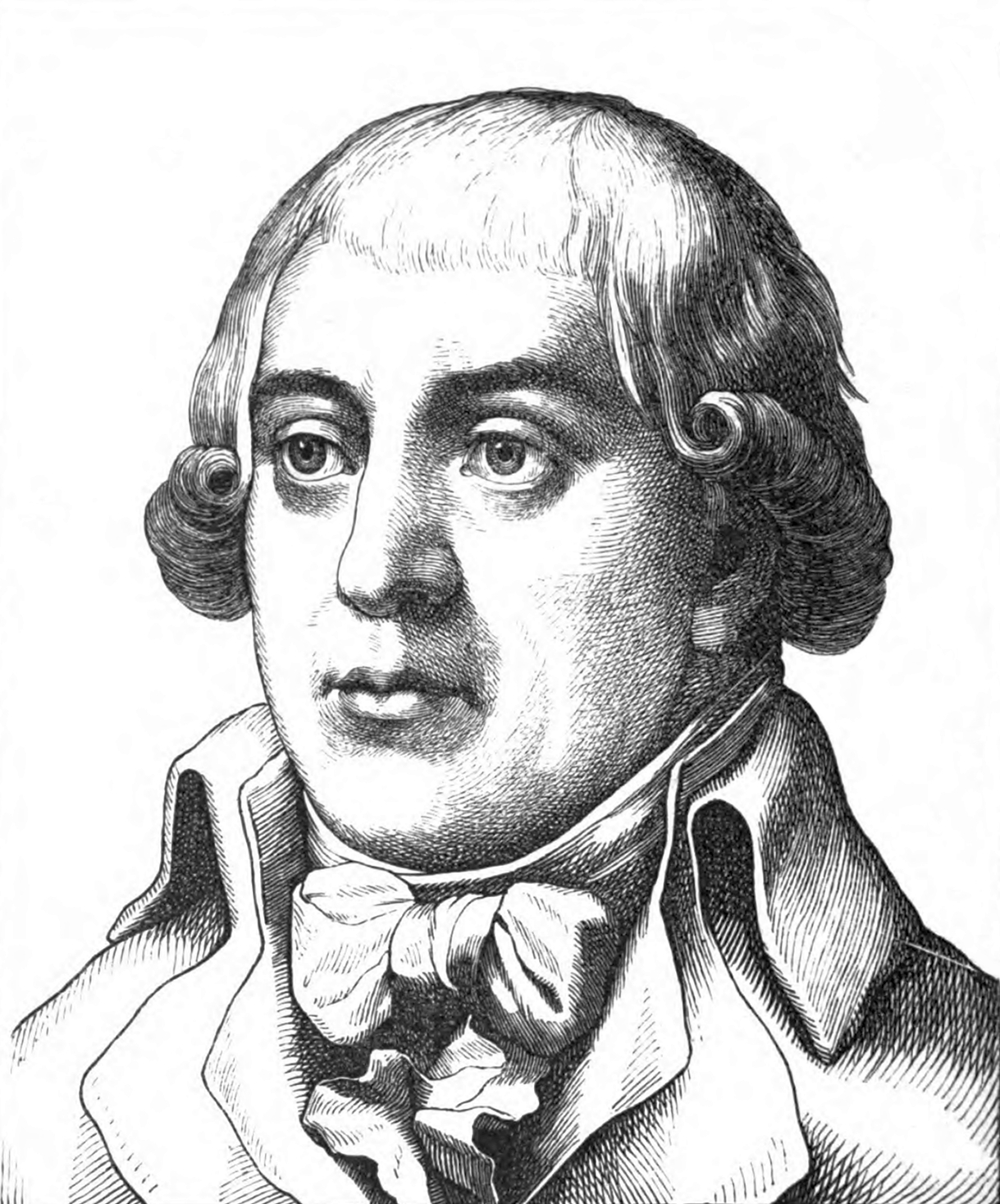
Gottfried August Bürger

Nach Göttingen zurückgekehrt, hatte sie eine Affäre mit Gottfried August Bürger, die etwa ein Jahr dauerte und nach deren Ende sie der Dichter in Spottgedichten und Briefen schmähte, in denen er sie Furciferaria nannte, was einerseits von lateinisch furca ‚Forke‘ = ‚Forkel‘, andererseits von furcifer ‚Galgenstrick‘, eigentlich ‚Gabelkreuzträger‘, einer römischen Schandstrafe für Sklaven mit einem V-förmigen Werkzeug, abgeleitet ist. Hier war es zudem eine zweideutige Anspielung Bürgers auf die Vulva. Kränkend war für Bürger offenbar, dass Meta Forkel den Ehebruch mit ihm nicht exklusiv betrieben hatte. Bürgers Freund Friedrich Ludwig Wilhelm Meyer schrieb dazu ganz vom Standpunkt des Libertins aus:

„Ueber die Furciferaria, die ich freylich nicht mag, weil sie mir immer zu schmuzig war, auch nicht verstand sich zu kleiden, kan ich dennoch nicht urtheilen wie ihr. Daß sie mehrere zugleich geliebt und genoßen hat, harmonirt sehr mit meinen Grundsäzen; ich thue das nemliche so gut ich kan und weiß, und gestehe euch ich finde ein solches Behagen daran, daß ich ordentlich seitdem ich dieses erfahren eine Art Estime für sie gefaßt habe. Das einzige ungrosmüthige ihres Verfahrens liegt darin, daß sie diese ihre Seelengröße vor euch verbarg, und euch nicht zu ähnlichen Exertionen aufforderte, damit ihr euch von Zeit zu Zeit als Sieger begegnen, und der betrognen einseitigen Liebe andrer spotten köntet.“

Meta Forkel zog es unter diesen Umständen vor, mit ihrem neuen Liebhaber, dem Theologiestudenten Carl Günther Friedrich Seidel, nach Berlin zu gehen.
In Berlin erhielt sie durch Vermittlung des Schriftstellers Johann Jacob Engel Übersetzungsaufträge, und sie begann mit der Übersetzung von Werken aus dem Englischen und Französischen. Im Sommer 1789 verließ sie Berlin und zog zu ihrem Bruder Georg Wedekind, der Medizinprofessor an der Universität Mainz war. Dort wohnten zu der Zeit auch Caroline Böhmer (die spätere Caroline Schelling) und Georg Forster, von dem Meta Forkel weitere Übersetzungsaufträge erhielt. Einige Übersetzungen, z. B. Anbureys Reisen im inneren Amerika erschienen unter Forsters Namen, wobei heute der Anteil jedes der beiden Mitwirkenden schwer zu bestimmen ist.
Im September 1789 kehrte sie nach Göttingen zurück, um ihre Vermögensangelegenheiten zu ordnen, die trotz ihrer zahl- und umfangreichen Übersetzungen prekär blieben. Das lag auch daran, dass ihr Ehemann nicht nur ihre Mitgift verbraucht, sondern auch ihre Übersetzungshonorare unterschlagen hatte. Trotzdem sah Meta Forkel vorerst von einer Scheidung ab.

### Mainzer Republik und Festungshaft

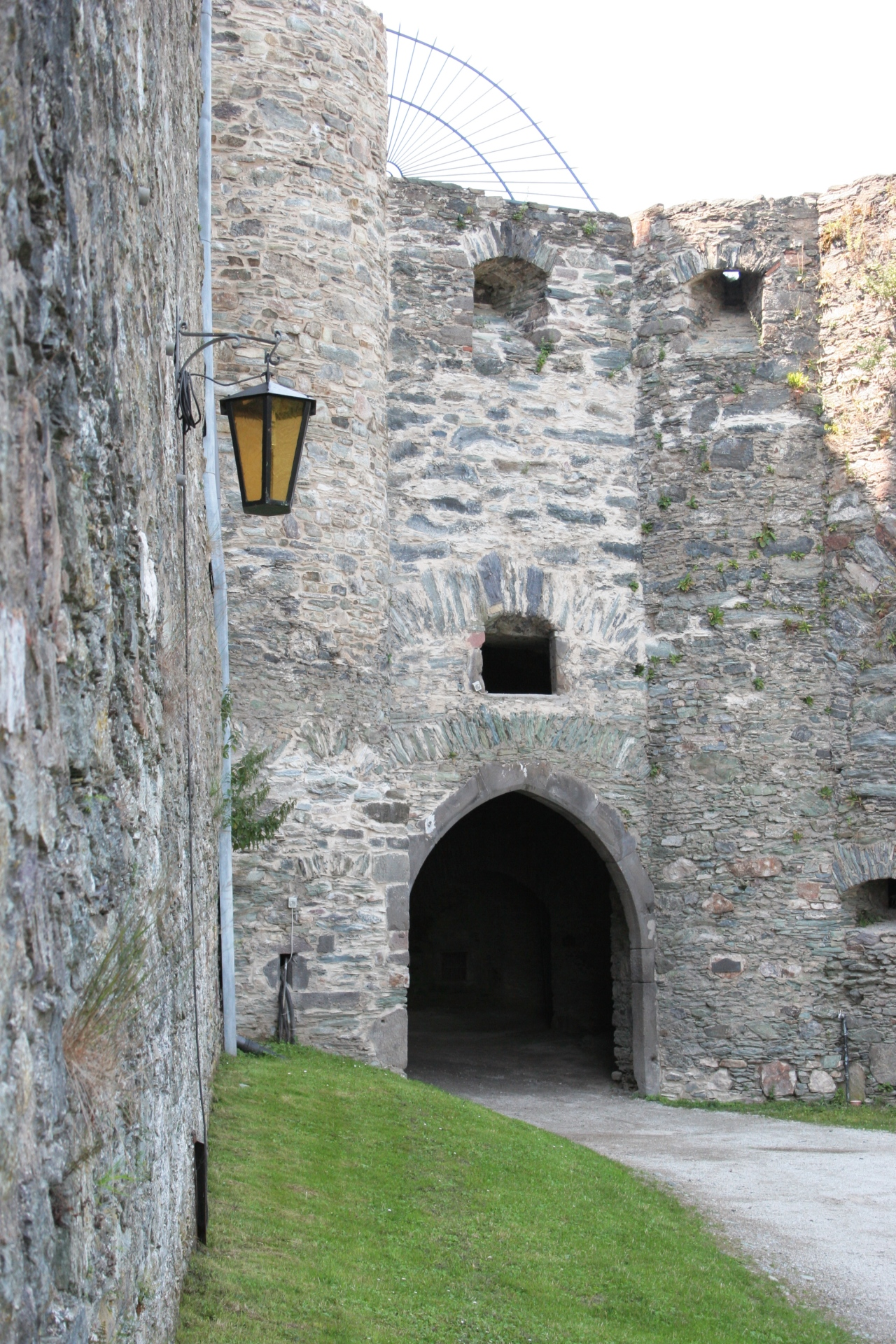
Tor der Burg Königstein

In Göttingen lernte sie Johann Heinrich Liebeskind, einen musikalisch begabten Studenten der Rechtswissenschaften, kennen und verliebte sich in ihn. Anfang 1792 war sie schwanger und zog sich bis zur Geburt des Sohnes Adalbert am 2. Oktober 1792 nach Frensdorf bei Bamberg zurück. Bereits am 19. Oktober traf sie in Mainz ein, wo sie bei Caroline Böhmer, der späteren Caroline Schelling, wohnte.
Durch die dort enge Verbindung mit Georg Forster und ihrem Bruder Georg, die beide Gründungsmitglieder des Mainzer Jakobinerklubs waren, wurde sie – ohne direkt beteiligt zu sein – zusammen mit der Freundin Caroline in die turbulenten Ereignisse um die Mainzer Republik hineingezogen. Als deren Ende sich abzeichnete, war Forster nach Paris abgereist und Wedekind nach Landau geflohen. Die Frauen, d. h. Meta Forkel, ihre Mutter, die Schwägerin Wilhelmine Wedekind und Caroline Böhmer, versuchten am 30. März nach Frankfurt zu entkommen, wurden jedoch hinter Oppenheim verhaftet. Wilhelmine Wedekind war die Frau von Georg Wedekind, und Caroline Böhmer hielt man der Namensgleichheit wegen für die Frau von Georg Böhmer, einem weiteren führenden Mainzer Jakobiner.
Die Frauen wurden zunächst nach Hattersheim, dann nach Frankfurt und schließlich auf die Festung Königstein gebracht. Erst Mitte Juli kamen sie wieder frei. Liebeskind hatte sich während der Zeit ihrer Inhaftierung in Königstein aufgehalten, wie aus seinen Rükerinnerungen (sic!) hervorgeht, einem Bericht über seine Erlebnisse in dieser Zeit. Liebeskind zufolge wurde die fortdauernde Inhaftierung damit begründet, dass die Frauen als Geiseln zum Austausch gegen die von den Franzosen nach Frankreich verschleppten Mainzer Geiseln dienen sollten.
Fassungslos schrieb er:

„Ich begreife schlechterdings noch jetzt nicht, wie es möglich war, sie aus diesem Gesichtspunkt betrachten zu können. Die Teutschen setzen widerrechtlicher Weise teutsche Frauen, die man weder einer Theilnahme an den französischen Angelegenheiten überwiesen, noch einmal beschuldigt hatte, als Geißeln auf die Festung, um Mainzer Bürger, welche die Franzosen nach Frankreich als Geißeln geschickt hatten, gegen sie (gegen teutsche Frauen!) auszuwechseln!“

Nach der Befreiung Meta Forkels aus der Festungshaft machten sie und Liebeskind sich auf den Weg nach Ostpreußen, wo Liebeskind seine erste Stellung antreten sollte.

### Ehe mit Liebeskind
Am 11. Februar 1794 war die Ehe mit Forkel geschieden worden, und im gleichen Jahr erreichte Meta eine Revision des Scheidungsurteils, die ihr die Wiederverheiratung mit Liebeskind erlaubte. Sie war nun Ehefrau Liebeskinds und wurde in den kommenden Jahren noch mehrfach Mutter: mit Adalbert, Friedrich (* 14. Januar 1798), Ferdinand (* 27. April 1800) und Heinrich Ludwig (* 6. Mai 1802) überlebten vier Söhne. Eine 1794 geborene Tochter Antonia wurde nur 4 Jahre alt.
1802 nahm das Ehepaar noch Wilhelmine Rosalie Knebel (* 18. November 1794 in Kronstadt), eine Großnichte von Karl Ludwig von Knebel, als Mündel auf.
In den folgenden Jahrzehnten begleitete sie ihren Mann auf den Stationen von dessen Beamtenkarriere. Die erste Anstellung 1793 in Riga als Konsulent in russischen Diensten war aber nur von kurzer Dauer, da das Ehepaar Liebeskind des Jakobinertums verdächtigt und ausgewiesen wurde. Die nächsten Stationen waren:
1794 Königsberg (nun als preußischer Kriminalrat), 
1797 Ansbach (Regierungsrat),
1807 Bamberg (Oberjustizrat), 
1808 München (Oberappellationsgerichtsrat),
1827 Landshut (Zweiter Appellationsgerichtsdirektor),
1829 Ansbach,
1832 Landshut (Erster Appellationsgerichtsdirektor),
1833 Ansbach und
1838 Eichstätt, wo (v.) Liebeskind im gleichen Jahr pensioniert wurde und das Ehepaar die letzten Jahre verlebte.
Meta Liebeskind war in den Jahren ihrer zweiten, glücklichen Ehe nicht nur Mutter und Beamtengattin, sondern arbeitete weiter sehr produktiv als Übersetzerin, hatte Kontakte beispielsweise zu Jean Paul und Hegel in Franken und Schelling in München und unternahm immer wieder ohne den Gatten Reisen und ausgedehnte Besuche, z. B. bei Caroline Schelling (ehemals Böhmer) oder bei ihrem Bruder in Darmstadt. Ab 1824 hielt sie sich im Sommer regelmäßig zur Kur in Baden-Baden auf. 1837 erkrankte sie dort ernstlich, wurde von ihrem Mann abgeholt und unternahm in den letzten Jahren keine größeren Reisen mehr.
1847 starb ihr Mann, 1853 starb sie selbst in Eichstätt.

## Werke
- (anonym) Originalbrief einer Mutter von achtzehn Jahren an eine Freundin, als diese ihr nach der Niederkunft zum erstenmal geschrieben hatte. In: Hannoversches Magazin. 21. Jg. (1783). 101tes Stück, Freitag, den 19ten Dezember 1783, Sp. 1609–1612 (uni-bielefeld.de).
- (anonym) Maria. Eine Geschichte in Briefen. 2 Bände. Leipzig 1784. Contumax, Berlin 2008, urn:nbn:de:101:1-201108304394 (Volltext bei Zeno.org.).

Übersetzungen:
- Louise-Félicité de Kéralio: Geschichte der Königin Elisabeth von England (Originaltitel: Histoire d’Elizabeth, reine d’Angleterre. 6 Bände, davon Band 1 und 2 von Forkel übersetzt; 1788).
- Pierre Raymond de Brisson: Geschichte des Schiffbruchs und der Gefangenschaft des Herrn von Brisson bei der Verwaltung der Colonien. Mit einer Beschreibung der Afrikanischen Wüsten von Senegal bis Marocco. Vorrede, Revision der Übers. Georg Forster. Andreä, Eisenach und Frankfurt 1790 (Originaltitel: Histoire du naufrage et de la captivité de M…, officier de l’administration des colonies. 1789).
- Constantin François Volney: Die Ruinen oder Betrachtungen über die Revolutionen der Reiche (1791; Neuausgabe: Syndikat, Frankfurt 1977).
- (anonym) Die Bastille oder Karl Towley. Ein Roman aus der großen Welt. (4 Bände. Leipzig 1790).
- Lady Carlisle [d. i. Isabella Howard, Tochter von Frederick Howard, 5th Earl of Carlisle]: Für junge Frauenzimmer, sich und ihre künftigen Männer glücklich zu machen. Nebst einem Versuch der Übersetzerin Über weibliche Delikatesse. (Leipzig 1791; Originaltitel: Thoughts in the form of maxims addressed to young ladies on their first establishment in the world).
- Ann Radcliffe: Die nächtlichen Erscheinungen im Schlosse Manzini (1791).
- Elizabeth Inchbald: Eine einfache Geschichte (Leipzig 1791).
- Jane Elisabeth Purbeck: Honorie Sommerville (4 Bände. Leipzig 1791, Originaltitel: Honoria Sommerville. A novel).
- (anonym) Hermione oder Die Rache des Schicksals. (1791).
- Francis Peter Plowden (?):[11] Skizze der Regierung Georg des Dritten von 1780 bis zu Ende des Jahrs 1790. (Originaltitel: A Sketch of the reign of George the Third from 1780, to the close of the year 1790; Leipzig 1791).
- Thomas Paine: Die Rechte des Menschen. Vorrede Georg Forster. Voß, Berlin 1792.
- (mit Georg Forster[5]) Thomas Anburey: Reisen im inneren Amerika (= Magazin von merkwürdigen neuen Reisebeschreibungen, aus fremden Sprachen übersetzt und mit erläuternden Anmerkungen begleitet. Band 6). Vossische Buchhandlung, Berlin 1792 (Scan in der Google-Buchsuche).
- Charlotte Turner Smith: Celestine (1793).
- Charlotte Turner Smith: Desmond (1793).
- (anonym) Das Schloß St Valery, eine Gespenstergeschichte aus den Zeiten Richard Löwenherz (1793, Originaltitel: The Castle of St. Vallery).
- David Ramsay: Geschichte der amerikanischen Revolution aus den Acten des Congresses der vereinigten Staaten (4 Bände. Berlin 1794 ff.).
- William Godwin: Caleb Williams (1795).
- Ann Radcliffe: Udolpho’s Geheimnisse (1795, Originaltitel: The Mysteries of Udolpho).
- Charlotte Turner Smith: Marchmont (Leipzig 1797).
- James Boswell: Denkwürdigkeiten aus Samuel Johnsons Leben (Königsberg 1797).
- Ann Radcliffe: Die Italienerin, oder der Beichtstuhl der Schwarzen Büßenden (The Italian, or the Confessional of the Black Penitents. 3 Bände. Königsberg 1797–1799).
- Ann Radcliffe: Adeline oder die Abentheuer im Walde (Originaltitel: Adeline, or, The romance of the forest; Wien).
- Jane Elizabeth Purbeck: Mathilde und Elisabeth (1799).
- Madame du Deffand: Anekdoten und Urtheile über merkwürdige Menschen In: Morgenblatt für gebildete Stände. 1812.[12]